# Ed Landing
Ed Landing (* 10. August 1949 in Milwaukee, Wisconsin) ist ein US-amerikanischer Paläontologe und Geologe.
Ed Landing wuchs in Port Washington auf und studierte an der University of Wisconsin in Madison mit dem Bachelor-Abschluss in Geologie 1971 sowie an der University of Michigan, an der er 1975 seinen Master-Abschluss erhielt und 1978 promoviert wurde mit einer Dissertation in paläozoischer Paläontologie und Stratigraphie. Als Post-Doktorand war er an der University of Waterloo, wo er sich mit ordovizischen Conodonten aus Devon Island befasste, und beim United States Geological Survey in Denver, wo er sich mit Conodonten aus dem späten Kambrium und frühen Ordovizium der Bear River Range in Utah und Idaho befasste. 1980/81 war er an der University of Toronto, wo er Feldstudien im Jasper National Park in den kanadischen Rockies unternahm. Ab 1981 war er beim Geological Survey des Bundesstaates New York und wurde dort Staats-Paläontologe. 1996 wurde er dort Principal Scientist. Er ist Adjunct Professor an der State University of New York in Albany.
Er ist bekannt für Arbeiten zur Festlegung der stratigraphischen Grenze von Kambrium und Präkambrium. Landing ist stimmberechtigtes Mitglied der Kambrium-Subkommission der International Stratigraphic Commission und Mitglied der Ordovizium-Kommission. Er legte mit Kollegen die Referenz-Lokalität (GSSP) Fortune Head für die Grenze Präkambrium-Kambrium im Osten Neufundlands fest (ein Bestandteil von Avalonia). Dabei arbeitete er in der Isotopen-Datierung (Uran-Blei) mit Samuel Bowring zusammen. Der Übergang Präkambrium-Kambrium markiert einen entscheidenden Schritt in der Entwicklung des Lebens (Kambrische Explosion, Übergang von der Weichkörper-Fauna von Ediacara zu ersten Tieren mit Schalen und Panzer).
Außerdem befasst er sich mit den takonischen Formationen im Gebiet der nördlichen Appalachen. Er untersuchte Conodonten, Trilobiten und Graptolithen in den Schelfsedimenten aus dem Kambrium bis Ordovizium, die bei der Anlagerung Avalonias an Laurasia aufgeschoben wurden, ebenso wie die Tiefseesedimente, deren schwarze Schiefer er globalen Warmzeiten und deren grüne Schiefer er Kälte-Perioden mit niedrigerem Meeresspiegel zuordnete. Er fand dort auch ein einzigartiges paläozoisches Riff aus Schnecken.

## Schriften
- mit S.A. Bowring, K. Davidek, A.W.A. Rushton, R.A. Fortey, W.A.P. Wimbledon: Cambrian-Ordovician boundary age and duration of the lowest Ordovician Tremadoc Series based on U-Pb zircon dates from Avalonian Wales. Geological Magazine, Band 137, 2000, S. 485–494.
- mit Gerd Geyer, W. Heldmaier: Faunas and depositional environments of the Cambrian of the Moroccan Atlas regions,  Beringeria Special Issue, Band 2, 1998, S. 47–120.
- mit S.R. Westrop: Cambrian faunal sequence and depositional history of Avalonian Newfoundland and New Brunswick. New York State Museum Bulletin, 492, 1998, S. 7–75.
- Avalon - Insular continent by the latest Precambrian, in: R.D. Lance,  M. Thompson (Hrsg.), Avalonian and Related Peri-Gondwanan Terranes of the Circum-North Atlantic. Geological Society of America, Special Paper 304, 1996, S. 27–64.
- mit K. E. Bartowski: Oldest shelly fossils from the Taconic allochthon and late Early Cambrian sea-levels in eastern Laurentia. Journal of Paleontology, Band 70, 1996, S. 741–761.
- mit S.R. Westrop, L. Knox: Conodonts, stratigraphy, and relative sea-level changes of the Tribes Hill Formation (Lower Ordovician), east-central New York. Journal of Paleontology, Band 70, 1996, S. 652–676.
- Cambrian-Ordovician boundary in the Taconic allochthon, eastern New York, and its interregional correlation. Journal of Paleontology, Band 67, 1993, S. 1–19.
- Upper Lower Cambrian (upper Placentian-Branchian Series) of the northern Antigonish Highlands, Nova Scotia: faunas, depositional environments, and revised stratigraphy. Journal of Paleontology, Band 68, 1995, S. 475–495.
- Precambrian-Cambrian global stratotype ratified and a new perspective of Cambrian time. Geology, Band 22, 1994, S. 179–182.
- mit P. Myrow, A.P. Benus, and G. M. Narbonne. 1989. The Placentian Series: appearance of the oldest skeletalized faunas in southeastern Newfoundland. Journal of Paleontology, Band 63, 1989, S. 739–769.